# 洪村

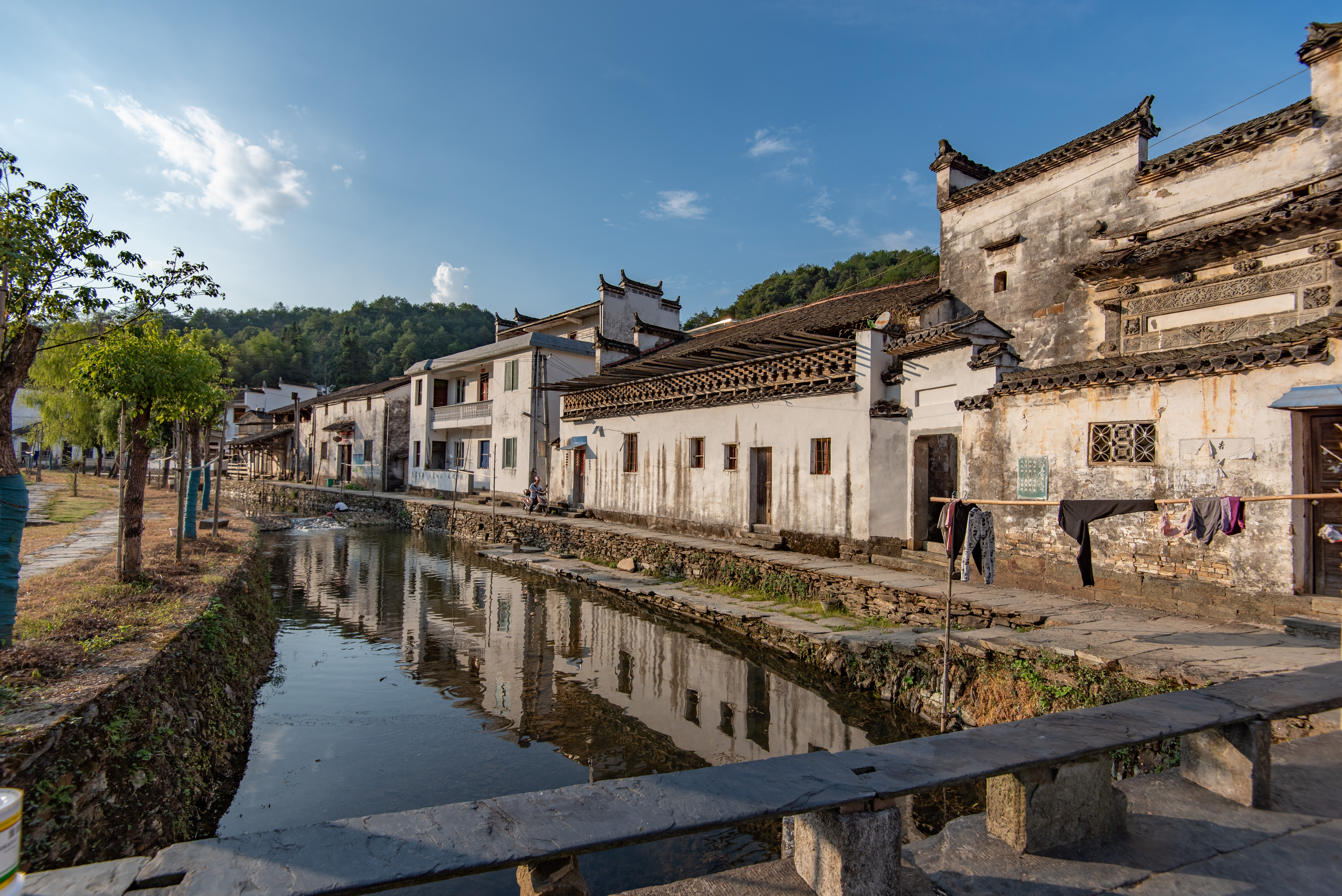
洪村

洪村是江西省婺源县（旧属安徽省徽州府）清华镇下辖的一个村级行政单位。。这是一个洪姓聚居的村落，由始祖洪济创建于北宋初。
2013年8月，洪村被评为第二批中国传统村落。
婺源县清华镇洪村拥有以下6处文物保护单位：
1. 婺源宗祠（6-608）
  1. 洪村光裕堂，国家重点文物保护单位
2. 婺源明清祠堂
  1. 洪村霭庭公祠，江西省文物保护单位
3. 洪村“长寿古里”题刻，上饶市文物保护单位
4. 洪村古建群，婺源县文物保护单位，含敦素堂、积善堂、中翰第、性善堂、洪松茂宅、洪松藏宅、银杏树
5. 两禁碑（禁赌碑、养生碑），婺源县文物保护单位
6. 众议茶规碑，婺源县文物保护单位